# Порварінлахті
Порварінлахті (фін. Porvarinlahti, швед. Borgarstrandsviken) — довга і вузька затока, є межею між Гельсінкі (до 1 січня 2009 року у Вантаа), та Сіпоо, Уусімаа, Південна Фінляндія. Складова Фінської затоки Балтійського моря. Затока має приблизно 2 км завдовжки і 50 м завширшки.
Затоки Вартіокюлянлахті та Порварінлахті, на північ від Вуосаарі, є залишками протоки, яка до XVI століття відокремлювала материка від Вуосаарі. Середня частина протоки була настільки мілководною, що пізніше її осушили.
Порварінлахті та Муставорі належать до програми Natura 2000 і охоплюють площу 36,6 га, з яких 0,13 га водяні угіддя. 
У гирлі затоки в 2008 році було споруджено порт Вуосаарі, під затокою прокладено тунелі Вуосаарі та Савіо